# Jesuskirche (Lidzbark)
Die Jesuskirche (eigentlich: „Kirche Jesu, des Lebendigen“) in Lidzbark (umgangssprachlich auch „Lidzbark Welski“ bzw. „Lidzbark Działdowski“, deutsch Lautenburg) ist ein in seiner Architektur Karl Friedrich Schinkel nachempfundenes evangelisches Gotteshaus.

## Lage
Die Stadt Lidzbark liegt im Südwesten der polnischen Woiwodschaft Ermland-Masuren, 28 Kilometer östlich der früheren westpreußischen Kreisstadt Strasburg (an der Drewenz) (polnisch Brodnica) bzw. 25 Kilometer westlich der heutigen Kreismetropole Działdowo (deutsch Soldau i. Ostpr.). Durch den Ort verlaufen die Woiwodschaftsstraße 541 (in Nord-Süd-Richtung) sowie die Woiwodschaftsstraße 544 (in Ost-West-Richtung). Eine Anbindung an den Bahnverkehr besteht seit 2009 nicht mehr.

## Kirchengebäude
Im 18. und im beginnenden 19. Jahrhundert hielten sich die evangelischen Einwohner von Lautenburg zur Gemeinde in Löbau (polnisch Lubawa). Aufgrund der geringeren Entfernung wandte man sich dann der Kirche in Heinrichsdorf (polnisch Płośnica) zu. Gottesdienste wurden dann in Lautenburg im alten Rathaus bzw. in der evangelische Schule gefeiert. Als man 1788 darum bat, diese in der römisch-katholischen Pfarrkirche halten zu dürfen, lehnte der zuständige Bischof von Kulm (polnisch Chełmno), Jan Rydyński, dieses Ansinnen ab. Daraufhin reifte der Entschluss der Lautenburger Gemeinde, eine eigene Kirche zu bauen.

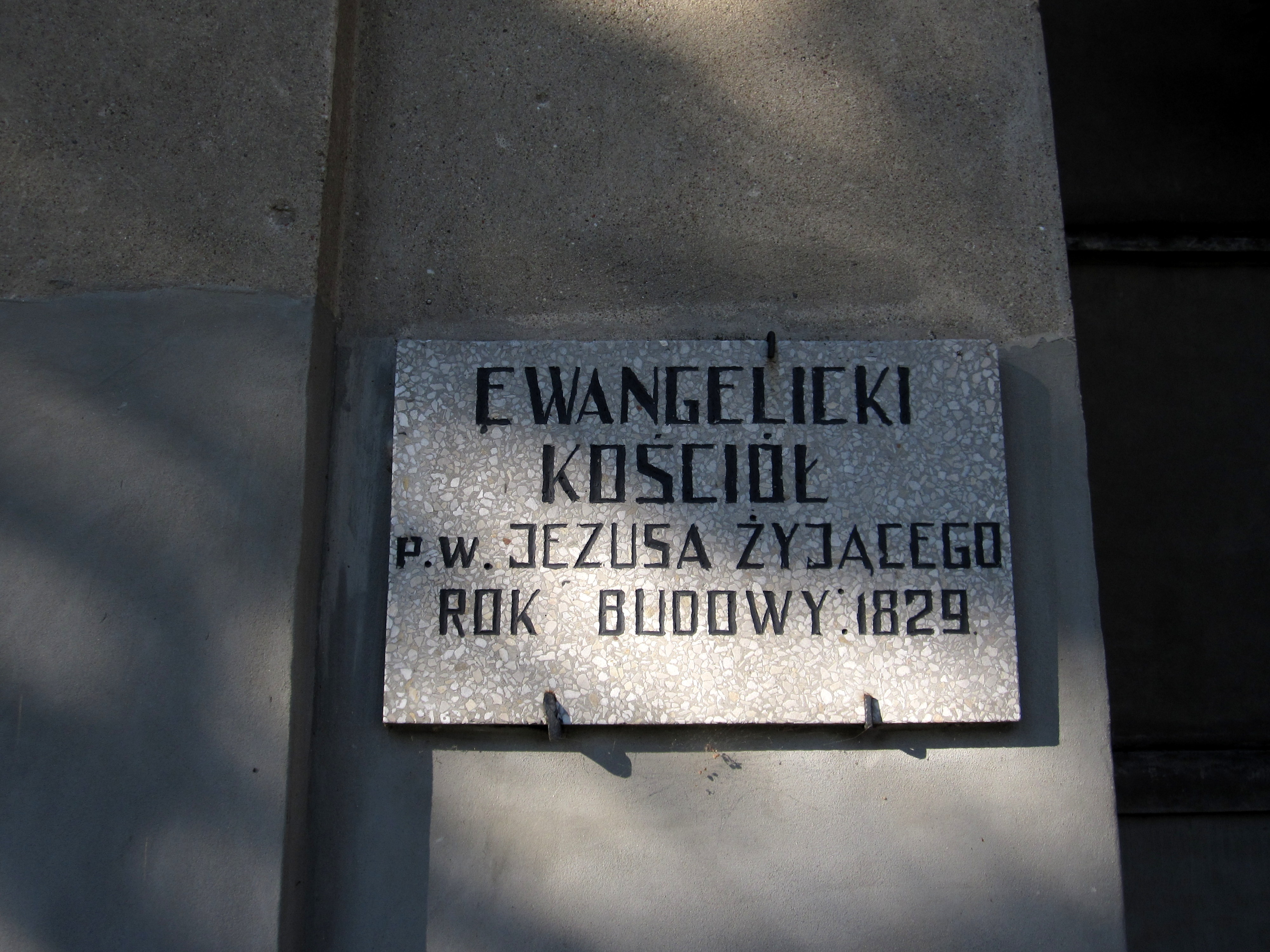
Tafel an der Kirche zur Erinnerung an den Kirchbau 1829

Der Grundstein zum neuen Gotteshaus wurde am 12. Mai 1828 gelegt. Bereits am 3. August 1829 konnte die Kirche feierlich in Dienst genommen werden. Ihr Standort war eine Anhöhe (polnisch Górka), auf der früher wohl eine Festung gestanden haben soll.
Das im klassizistischen Stil errichtete Gebäude wurde aus Backstein erbaut, stand auf rechteckigem Grundriss und hatte ein mit Ziegeln bedecktes Satteldach. Die Außenwände wurden verputzt. Der Baustil lässt unverkennbar die unsichtbare Hand von Karl Friedrich Schinkel erkennen.
An der Südfassade befindet sich der zweigeschossige und vierseitige Kirchturm, der von einem Pyramidendach aus Blech bedeckt ist. Im Turm befindet sich der Haupteingang zur Kirche. Über dem Eingang befindet sich die Inschrift „Haus Gottes“. An der Ost- sowie Westseite des Kirchenschiffs gibt es halbkreisförmige Fensteröffnungen.
Das Kircheninnere ist von einer flachen Decke überzogen. An den Seiten befinden sich Emporen. Der Altar, die Kanzel, ein Taufbecken und ein Taufengel bilden den Schmuck der Kirchenausstattung. 1967 wurde das Bauwerk in das Denkmalschutzregister aufgenommen.
Am 14. Oktober 1979 fand in Lidzbark die Feier des 150. Jahrestags der Kirchweihe statt. Das Gotteshaus hatte inzwischen den Namen „Jesus, der Lebendige“ erhalten. An der Jubiläumsfeier nahm Janusz Narzyński, leitender Bischof der Evangelisch-Augsburgischen Kirche in Polen, teil.

## Kirchengemeinde

### Kirchengeschichte

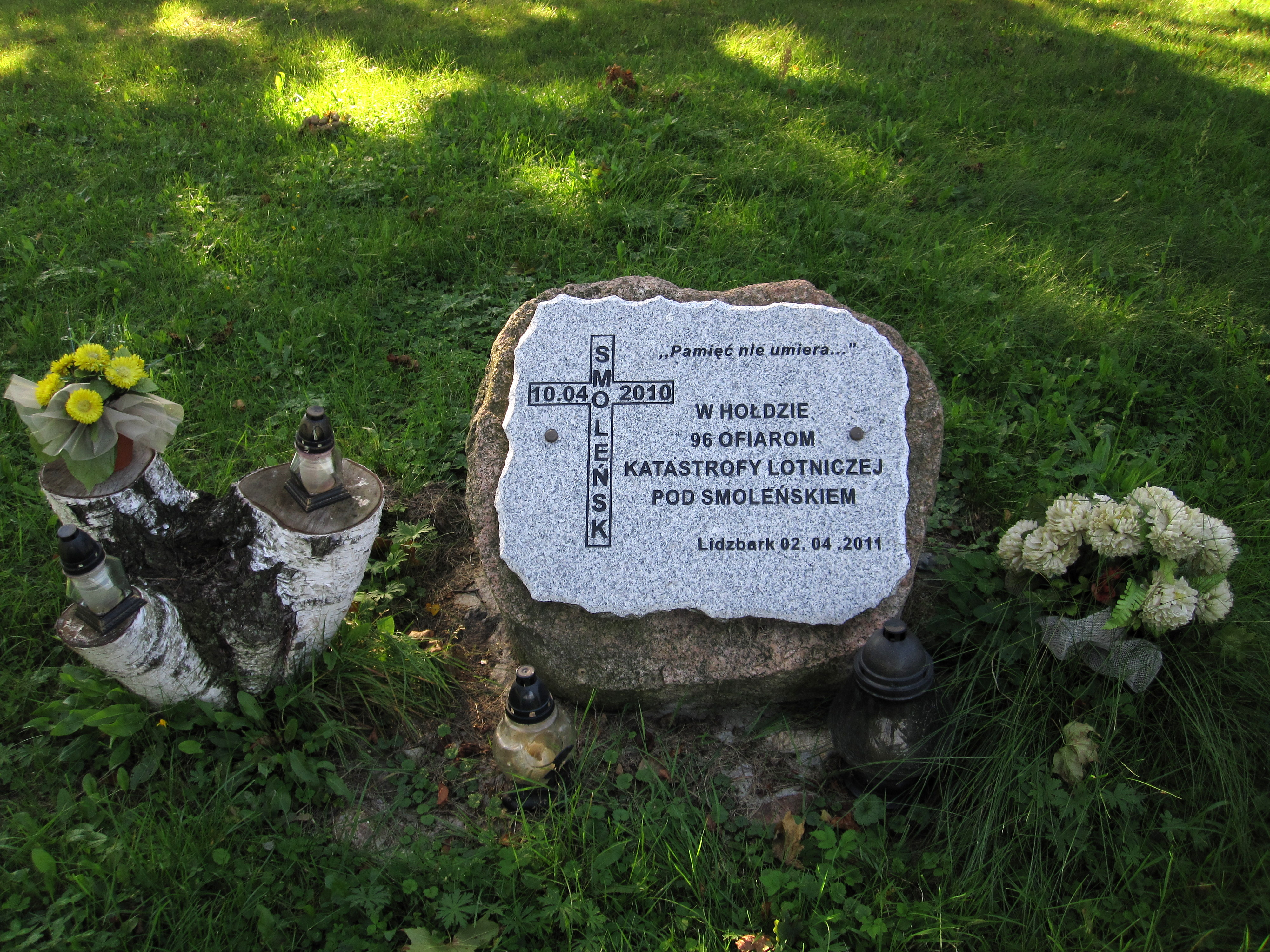
Gedenkstein zur Erinnerung an den Flugunfall von Smolensk 2010 auf dem Friedhof an der Kirche

Die evangelische Gemeinde in Lautenburg wurde 1781 gegründet. 1784 amtierte hier – wohl nur vorübergehend – ein nicht näher bekannter Pfarrer Bock. Regulär wurde hier jedoch erst 1835 eine Pfarrstelle eingerichtet.
Die Kirche in Lautenburg gehörte zur Kirchenprovinz Westpreußen, zunächst zur Diözese Bischofswerder (polnisch Biskupiec), später zur Diözese Strasburg (Brodnica). Eingegliedert waren die Kolonie Brinsk (ab 1907: Langendorf, polnisch Bryńsk) und die Stadt Gorzno (1942 bis 1945 Görzberg, polnisch Górzno). Im Jahre 1816 gehörten 261 Kirchenglieder zur evangelischen Gemeinde in Lautenburg. Ihre Zahl steigerte sich bis 1890 auf 1.281.
Als 1920 die Region um Lautenburg gemäß Versailler Vertrag an Polen abgetreten werden musste, wurde die dann „Lidzbark“ genannte Stadt in die Diözese Działdowo (Soldau) der Unierten Evangelischen Kirche in Polen übernommen.
Seit 1945 ist die Gemeinde in der Obhut der Evangelisch-Augsburgischen Kirche in Polen und gehört zu deren Diözese Masuren. Lidzbark ist keine eigene Pfarrei mehr, sondern untersteht seit 1968 der Erlöserkirche Działdowo, die auch Sitz des Pfarramts ist.

### Kirchspielorte
Bis 1945 gehörten zum Kirchspiel der Lautenburger Kirche 26 Orte und Ortschaften. Nach 1945 vergrößerte sich der Zugehörigkeitsradius und ist nicht mehr regional begrenzt.
| Deutscher Name                    | Polnischer Name   |  | Deutscher Name                      | Polnischer Name |
| --------------------------------- | ----------------- |  | ----------------------------------- | --------------- |
| Bölk                              | Bełk              |  | Langendorf bis 1906: Kolonie Brinsk | Bryńsk          |
| Bolleschin                        | Boleszyn          |  | Lautenburg                          | Lidzbark        |
| Adlig Brinsk 1942–1945 Brennitz   | Bryńsk Szlachecki |  | Milostay 1942–1945 Liebeseck        | Miłostajki      |
| Chelst 1942–1945 Keitelau         | Chełsty           |  | Neuhof b. Lautenburg                | Nowy Dwór       |
| Ciborz 1942–1945 Stieber          | Cibórz            |  | Podciborz 1942–1945 Stiebershof     | Podcibórz       |
| Czekanowko 1942–1945 Schaken      | Ciechanówko       |  | Slupp 1942–1945 Schluppe            | Słup            |
| Groß Leszno 1942–1945 Großlesen   | Wielkie Leźno     |  | Königlich Soßno                     | Sósno Krolewski |
| Jamielnik 1942–1945 Melendorf     | Jamielnik         |  | Sugaino 1942–1945 Sugan             | Sugajno         |
| Jellen 1942–1945 Gehlen           | Jeleń             |  | Tarczyn 1942–1945 Tarschen          | Tarczyny        |
| Llein Leszno 1942–1945 Kleinlesen | Małe Leźno        |  | Wlewsk 1942–1945 Lefken             | Wlewsk          |
| Klonowo 1942–1945 Klonnau         | Klonowo           |  | Wompiersk 1942–1945 Wampers         | Wąpiersk        |
| Kotty 1942–1945 Katzwinkel        | Koty              |  | Zalesie 1942–1945 Salesch           | Zalesie         |
| Kowallik 1942–1945 Schmiedern     | Kowaliki          |  | Zembrze 1942–1945 Zembern           | Zembrze         |

### Pfarrer
An der evangelischen (Jesus-)Kirche in Lautenburg/Lidzbark amtierten als Geistliche:
- Eduard Larz, 1835–1876
- Otto Carl Julius Meißner, 1877–1879
- Franz Albert Rauch, 1883–1885
- Theodor Albert Lange, 1835–1887
- Paul Friedrich Morgenroth, 1887–1891
- Hugo Max Goerke, 1891–1904
- Willibald Günter August Grün, 1904–1913
- Immanuel Zimmermann, 1913–1918
- Otto Melhorn, 1916–1923
- Immanuel Jeroschewitz, 1926–1945
- Ewald Lodwich, 1945–1949
- Eugeniusz Jungto, 1949–1954
- Jerzy Othello, 1954–1959
- Lucjan Steinhagen, 1957–1959
- Henryk Sikora, 1959–1968
- Jerzy Othello, 1970–1993 (sporadisch)
- Zdzław Sztwiertnia, 1979–1983
- Waldemar Kurzawa, seit 1983

### Kirchenbücher
Kirchenbuchunterlagen der Kirche Lautenburg befinden sich im Evangelischen Zentralarchiv in Berlin-Kreuzberg:
- Taufen: 1817 bis 1866
- Trauungen: 1819 bis 1893
- Begräbnisse: 1785 bis 1866.